# Belogor'e (Oblast' dell'Amur)
Belogor'e (in lingua russa Белогорье) è un centro abitato dell'Oblast' dell'Amur, situato nei confini dell'insediamento xi tipo urbano di Blagoveščensk.